# سلب مالکیت، ظلم و افسردگی
سلب مالکیت، ظلم و افسردگی (انگلیسی: Dispossession, oppression, and depression) بسیاری از محققان با تکمیل مدل پزشکی افسردگی، شروع به مفهوم‌سازی روش‌هایی کرده‌اند که در آن میراث تاریخی شرایط نژادپرستی و استعمار، افسردگی را ایجاد می‌کنند. با توجه به تجربه‌های زیست مردم حاشیه‌نشین، از شرایط مهاجرت انسان، قشربندی طبقاتی، نسل‌کشی فرهنگی، بیگاری و عدم تحرک اجتماعی، به گفته آن سیوتکوویچ، افسردگی را می‌توان به عنوان «یک پاسخ عقلانی به شرایط جهانی» در نظر گرفت.